# Йонсдорф (Гёрлиц)
Йонсдорф (нем. Jonsdorf) — община в Германии, в земле Саксония. Подчиняется административному округу Дрезден. Входит в состав района Гёрлиц. Подчиняется управлению Ольберсдорф. Население составляет 1768 человек (на 31 декабря 2010 года). Занимает площадь 9,08 км².

## Население
| Год  | Численность | Численность |
| ---- | ----------- | ----------- |
| 2017 | 1555        | [ 1 ]       |
| 2019 | 1546        | [ 3 ]       |
| 2021 | 1479        | [ 4 ]       |
| 2022 | 1489        | [ 5 ]       |
| 2023 | 1456        | [ 2 ]       |